# Ayanami (1930)
El Ayanami (綾波 , olas diagonales?) fue un destructor de la Armada Imperial Japonesa que participó en la Segunda Guerra Mundial en el Teatro de operaciones del Pacífico. 
Pertenecía a los destructores de la Clase Fubuki construidos por la Armada Imperial tras la Primera Guerra Mundial y concretamente fue el undécimo buque de esta clase en ser construido. 
Cuando entraron en servicio, en su momento estos buques fueron los destructores más avanzados y  potentes del mundo. Tal es así que sirvieron como destructores de primera línea desde comienzo de los años 30 y todavía durante la Guerra del Pacífico se mantenían como unas formidables armas.
Tuvo una destacada historia operacional en el Teatro del Pacífico.
Medio siglo después, el destructor daría nombre al personaje de Rei Ayanami en la serie japonesa de anime Neon Genesis Evangelion.

## Construcción
La construcción de los avanzados destructores de la  clase Fubuki fue autorizada como parte del programa de expansión de la Armada Imperial Japonesa desde 1923, en un intento de conceder a Japón un margen de igualdad con otros de los buques más modernos del mundo.
La clase Fubuki rompió drásticamente con todos los diseños previos de destructores; muchos de ellos fueron designados como Destructores de Tipo Especial (特型 Tokugata?). Gracias a su gran tamaño, poderosos motores, elevada velocidad de crucero, gran radio de acción y un armamento sin precedentes le concedieron a estos destructores una capacidad bélica similar a la de muchos de los Cruceros ligeros existentes en otras armadas del mundo.
El Ayanami, construido en los Astilleros Fujinagata de Osaka, fue el primero de una serie mejorada que incorporaba una torreta modificada que podía elevar su batería principal de cañones de 127 mm. a 75°, lo que permitía su empleo como artillería antiaérea. Fue el primer destructor en el mundo en contar con esta función.
Los trabajos para la construcción del Ayanami comenzaron el 20 de enero de 1928, siendo botado el 5 de octubre de 1929 y asignado a la Armada japonesa el 30 de abril de 1930. Originalmente designado como el Destructor No. 45, retomó el nombre del destructor predecesor el 1 de agosto de ese año antes de su entrada en servicio activo oficial.

## Historial de operaciones

### Guerra de China
Poco después el Ayanami, junto con sus buques gemelos Uranami, Shikinami e Isonami, fue asignado a la 19.ª División de Destructores integrada en la 2.ª Flota Imperial. Durante la segunda guerra sino-japonesa, a partir de 1937, el destructor cubrió los desembarcos de fuerzas japonesas en Shanghái y Hangzhou. A partir de 1940, fue asignado a patrullas navales y cobertura de nuevos desembarcos japoneses en el sur de China.

### Segunda Guerra Mundial
Al tiempo que se producía el Ataque de Pearl Harbour, el Ayanami fue asignado a la 19.ª División de Destructores que formaba parte de la 1.ª Flota Imperial, y desplegado desde el Distrito Naval de Kure hasta el puerto de Samah en la isla de Hainan, escoltando a los transportes japoneses para las operaciones de desembarco durante la Batalla por Malasia. El 19 de diciembre hundió al submarino holandés O-20 con ayuda de sus buques gemelos Uranami y Yugiri, y rescató a 32 supervivientes. Posteriormente formó parte de la fuerza de escolta para los cruceros pesados Suzuya, Kumano, Mogami y Mikuma en apoyo de la "Operation L" (la invasión de Banka, Palembang y las Islas Anambas en las Indias Orientales Neerlandesas), durante la cual recibió daños menores en una pequeña refriega en las Islas Anambas que le obligaron retirarse Camranh, en la Indochina francesa, para efectuar reparaciones. A finales de febrero el destructor acudió en ayuda del Crucero Chōkai, que había tenido que retirarse a Saigón.
En marzo, el Ayanami fue asignado a la "Operación T" (la invasión del norte de Sumatra) y la "Operación D" (la invasión de las Islas Andamán). Prestó servicios de patrulla y escolta de convoyes desde Port Blair durante la incursión japonesa en el Océano Índico. Entre el 13 y el 22 de abril regresó desde Singapur al Arsenal naval de Kure para efectuar reparaciones y operaciones de mantenimiento. Entre el 4 y el 5 de junio participó en la Batalla de Midway como parte de la flota principal del Almirante Isoroku Yamamoto. Poco después el Ayanami partió desde Amami-Ōshima a Singapur, Sabang y Mergui para un proyectado segundo raid en el Océano Índico, pero esta operación quedó automáticamente cancelada debido al inicio de la Campaña de Guadalcanal.
El destructor fue inmediatamente trasladado a Truk, a donde llegó a finales de agosto. Durante la Batalla de las Salomón Orientales del 24 de agosto el Ayanami escoltó a una Flota del grupo de apoyo a Guadalcanal. De hecho, fue asignado a numerosas misiones de transporte del "Tokyo Express" con destino a distintas localizaciones de las Islas Salomón durante los meses de octubre y noviembre. La última misión del Ayanami, durante el 14 y el 15 de noviembre, coincidió con la denominada Segunda Batalla Naval de Guadalcanal durante la cual quedó asignado a la fuerza de escolta bajo el mando del Vicealmirante Shintarō Hashimoto (con el buque insignia en el Crucero ligero Sendai). Cuando la Task Force 64 del Almirante norteamericano Willis A. Lee fue descubierta junto a la Isla de Savo, Hashimoto situó sus barcos en el sentido de las agujas del reloj alrededor de la isla pero envío al Ayanami solo y en dirección contraria para tratar de interceptar a las unidades enemigas. Los barcos de Lee fueron localizados y se dio la orden de atacar entre la Armada japonesa; El Ayanami se convirtió en una de las tres puntas del ataque inicial (junto con el grupo de Hashimoto, y otro grupo dirigido por el Vicealmirante Susumu Kimura en el crucero ligero Nagara. El Ayanami fue avistado primero por el destructor norteamericano Walke, aunque poco después el Crucero Nagara también fue descubierto por cuatro destructores. El fuego procedente desde el Ayanami, el Nagara y el Uranami hundió dos de los 4 destructores, dejó fuera de combate a otro y averió gravemente a otro, provocando un elevado número de pérdidas en la primera fase de la batalla. El Ayanami también causó graves daños en el Acorazado South Dakota, junto con repetidos disparos procedentes del acorazado Kirishima en las primeras fases del mano a mano del combate nocturno.
Entonces el USS Washington avistó al Ayanami y comenzó a dispararle. El destructor japonés fue alcanzado y sufrió graves daños, 27 miembros de su tripulación murieron; este disparó un salva, que alcanzó al Washington. Treinta tripulantes supervivientes, incluyendo el Comandante Sakum, escaparon en bote a Guadalcanal y la tripulación restante fue rescatada por el Uranami. Al mismo tiempo el Washington alcanzó mediante salvas dirigidas por radar al acorazado Kirishima que resultaron fatales y este acabó siendo hundido por su propia tripulación al día siguiente. Aquella misma noche, el Uranami echó a pique al abandonado e incendiado Ayanami con un torpedo que dio detrás del puente y este se hundió después de las 02:00.
El 12 de diciembre de 1942 el Ayanami fue eliminado de la lista naval de la Armada Imperial.

## Descubrimiento del pecio
A finales de julio de 1992 el Arqueólogo marino Robert Ballard dirigió una expedición a Ironbottom Sound y en las coordenadas 9°10′S 159°52′E / -9.167, 159.867, al sudeste de la Isla de Savo, encontró el pecio con los restos del Ayanami. El casco y la quilla de la nave parecen haber sido fracturadas por una ráfaga de torpedos a estribor, justo detrás del puente; el barco descendió al fondo marino partido en dos, con la popa en posición vertical, y el arco torcido y acostado sobre su lado de estribor.

## Influencia en el Anime
Según Hideaki Anno, el director de la serie de anime Neon Genesis Evangelion, la denominación de este destructor de la Segunda Guerra Mundial inspiró el apellido del personaje Rei Ayanami. No es un caso aislado, ya que los nombres de otros personajes Asuka Langley Sōryū o Ritsuko Akagi también están inspirados en antiguos navíos de la Armada Imperial Japonesa.